# Evangelische Kirche Niklashausen

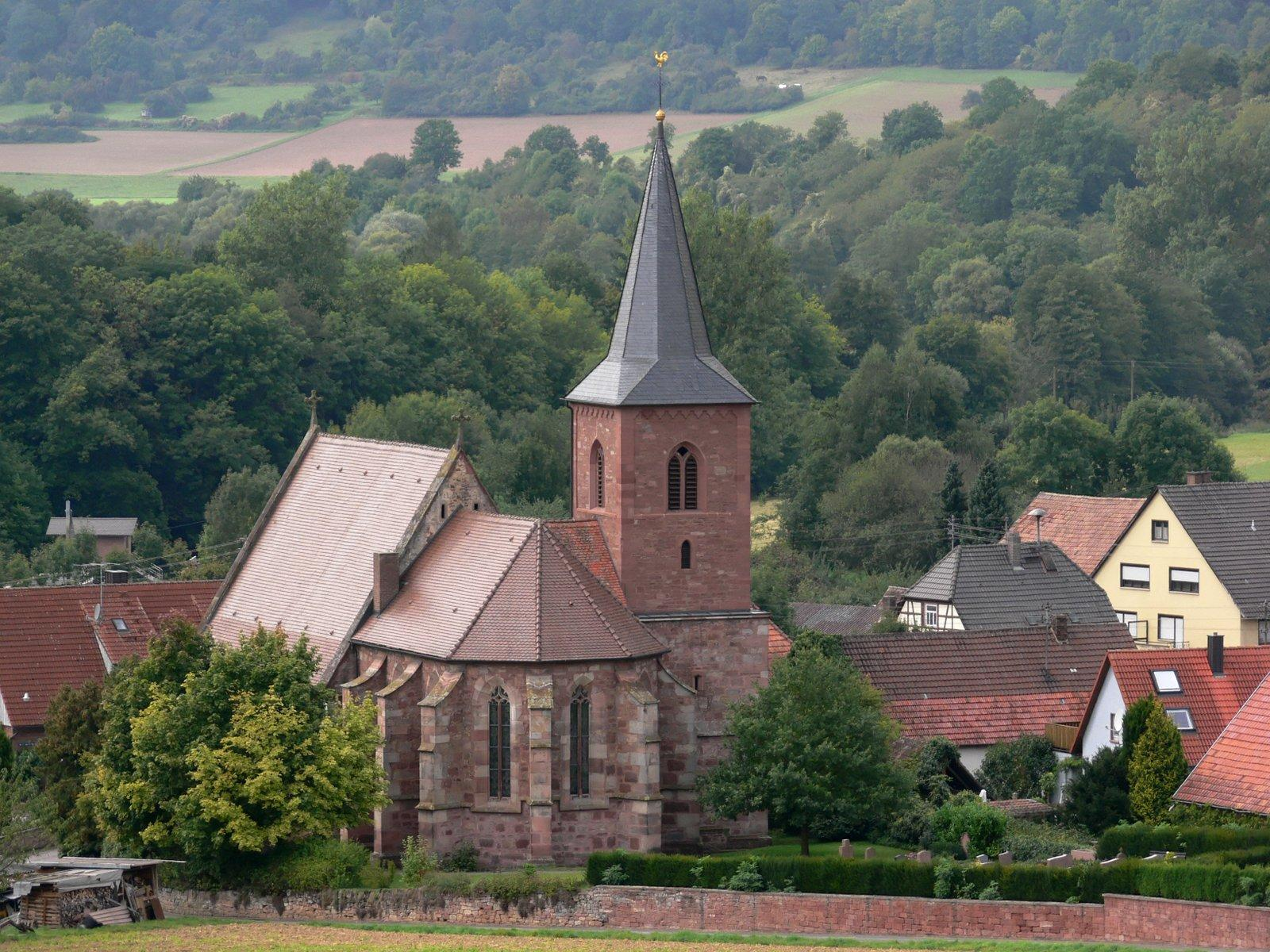
Evangelische Kirche Niklashausen

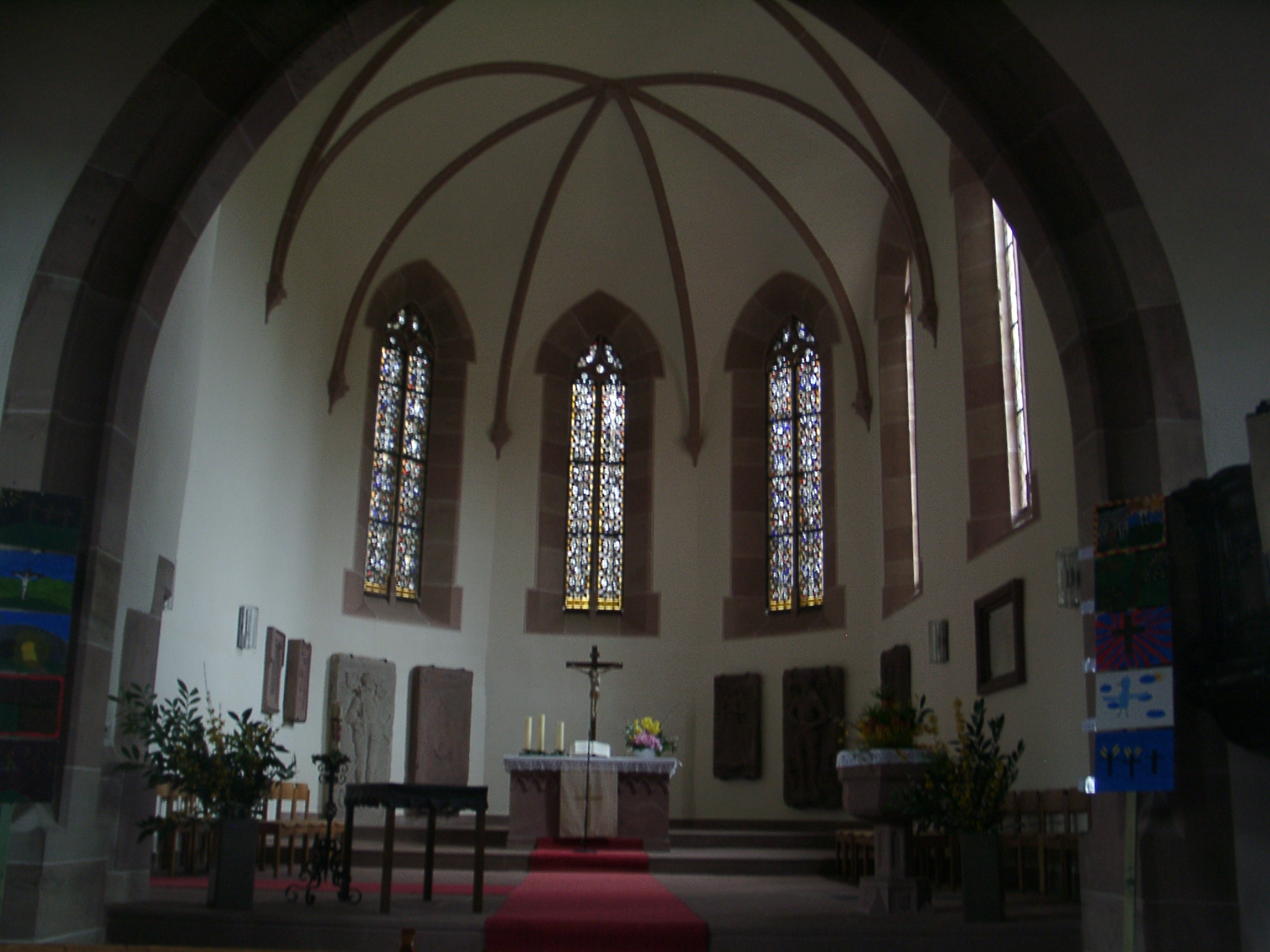
Innenansicht des Chors

Die Evangelische Kirche steht in Niklashausen, einem Ortsteil der Gemeinde Werbach im Main-Tauber-Kreis in Baden-Württemberg. Das Bauwerk ist beim Landesamt für Denkmalpflege Baden-Württemberg als Baudenkmal eingetragen. Die Kirchengemeinde gehört zum Kirchenbezirk Wertheim der Evangelischen Landeskirche in Baden.

## Beschreibung
In Niklashausen stand bereits seit dem 14. Jahrhundert eine Kapelle, die sich zu einem bedeutenden Wallfahrtszeit entwickelte. Im Jahr 1476 löste hier der sozialrevolutionäre Prediger Hans Böhm (Pauker von Niklashausen) eine Massenbewegung aus. Um weitere Bauernunruhen zu unterbinden, wurde die Kapelle im Jahr darauf unter Interdikt gestellt und verfiel. Erst 1518 gab Erzbischof Albrecht von Mainz die Erlaubnis zu einem Neubau. 
Mit dem Bau der spätgotischen Saalkirche wurde 1518 begonnen. Vollendet wurde sie aber erst 1854–58. Sie besteht aus einem Langhaus, einem eingezogenen Chor mit Fünfachtelschluss im Osten, der von Strebepfeilern gestützt wird, und einem vom Vorgängerbau stammenden Chorflankenturm an der Nordwand des Chors, in dessen Erdgeschoss sich die Sakristei befindet. Er wurde aufgestockt, um den Glockenstuhl unterzubringen, und mit einem achtseitigen, schiefergedeckten Knickhelm bedeckt. 
Der Innenraum des Langhauses sollte ursprünglich eingewölbt werden, wie seine Strebepfeiler vermuten lassen, er wurde jedoch mit einer Flachdecke überspannt. Zur Kirchenausstattung gehört eine Kanzel von 1760, die aus dem Kloster Bronnbach stammt. 
Die Kirche ist im Sommer als Radwegekirche geöffnet.